# Horní dutá žíla
Horní dutá žíla (latinsky: vena cava superior) je velká ale krátká žíla, která odvádí odkysličenou krev z horní poloviny těla do pravé síně srdeční. Vzniká soutokem vena brachiocephalica dextra (pravá) et sinistra (levá), které odvádí krev z hlavy, krku a horních končetin.
Těsně před jejím ústím do pravé síně se do ní vlévá vena azygos.
Žilní spojky mezi horní a dolní dutou žílou se nazývají kavokavální anastomózy.